# Bjerre Herred
Bjerre Herred var herred i Vejle Amt. I  Kong Valdemars Jordebog hed det Biarghæreth og hørte i middelalderen  under Løver Syssel; Senere kom det under Bygholm Len, og fra 1660 Stjernholm Amt, indtil det i 1799, sammen med Hatting Herred,  som det var forenet med fra 1688 til  1854, kom under Vejle Amt. Nu ligger det meste af herredet i Hedensted Kommune, kun Uth Sogn ligger i Horsens Kommune
Bjerre Herred er  det nordøstligste i Vejle Amt, og grænser mod vest til Hatting Herred, som det for en del afgrænses fra af Ørum Å, og omgives i øvrigt
mod nord  af Horsens Fjord, mod øst til  Kattegat og mod syd til  Lillebælt og Vejle Fjord. Det består hovedsageligt af halvøen mellem
Horsens- og Vejle Fjord, hvorfra der skyder tre hager ud i Kattegat : Hundshage, As Hoved og Bjørnsknude, mellem hvilke de små bugter As Vig og Sandbjerg Vig ligger. Ud for Hundshage ligger øen Hjarnø, der hører til herredet. 
I nærheden af vestgrænsen ligger det markante højdedrag Bjerrelide, hvor højeste punkt er  Purrehøj på 121  moh.; sydligere ligger Tohøje på 109,5 moh., og i nærheden af østkysten
den 120 meter høje Troldemose Bakke i Klejsbakkerne.
I dag omtales området hovedsageligt som "Juelsmindehalvøen", af lokale beboere.
I herredet er der følgende sogne:
- As Sogn
- Barrit Sogn
- Bjerre Sogn
- Glud Sogn
- Hjarnø Sogn
- Hornum Sogn
- Juelsminde Sogn, udskilt af Klakring Sogn som Kirkedistrikt i 1913 og sogn i 1979 (Ej vist på kort)[1]
- Klakring Sogn
- Nebsager Sogn
- Rårup Sogn (Raarup)
- Skjold Sogn
- Stouby Sogn
- Urlev Sogn
- Uth Sogn
- Vrigsted Sogn
- Ørum Sogn